# Gilles Panizzi
Gilles Panizzi (Roquebrune, França, 19 de Setembro de 1965) é um ex-piloto de ralis. Participou no Campeonato Mundial de Rali (WRC).

## Carreira
Como muitos dos seus compatriotas, Gilles passou muito tempo a desenvolver a sua perícia nas estradas de asfalto na sua terra natal.
Em 1996 e 1997, Panizzi ganhou o Campeonato Francês num Peugeot 306 kit car, foi nessa altura que foi nomeado para conduzir pela Peugeot no WRC. Entre 1999 e 2003, Panizzi teve um grande sucesso no seio da Peugeot. Ganhou um total de 7 provas no WRC, todas elas em asfalto. Contudo, a pouca experiencia e habilidade de competir com os seus rivais em pisos de terra, arredaram-no da luta pelo título mundial.
Em 2004, a Mitsubishi recrutou os serviços do francês e do seu irmão e co-piloto, Hervé, com objectivos muito claros para a temporada.
Na temporada de 2005, Giles foi substituido na liderança por Harri Rovanperä, sendo atribuído o segundo carro a Gianluigi Galli. Gilles acabou em 3º lugar no Rallye Automobile Monte Carlo, que foi o primeiro da temporada, marcando pontos apenas em mais um rali.

## Vitórias no WRC
| # | Evento                                              | Temporada | Co-piloto     | Carro           |
| - | --------------------------------------------------- | --------- | ------------- | --------------- |
| 1 | 44ème V-Rally Tour de Corse - Rallye de France      | 2000      | Hervé Panizzi | Peugeot 206 WRC |
| 2 | 42º Rallye Sanremo - Rallye d'Italia                | 2000      | Hervé Panizzi | Peugeot 206 WRC |
| 3 | 43º Rallye Sanremo - Rallye d'Italia                | 2001      | Hervé Panizzi | Peugeot 206 WRC |
| 4 | 46ème Rallye de France - Tour de Corse              | 2002      | Hervé Panizzi | Peugeot 206 WRC |
| 5 | 38º Rallye Catalunya-Costa Brava (Rallye de España) | 2002      | Hervé Panizzi | Peugeot 206 WRC |
| 6 | 44º Rallye Sanremo - Rallye d'Italia                | 2002      | Hervé Panizzi | Peugeot 206 WRC |
| 7 | 39º Rallye Catalunya-Costa Brava (Rallye de España) | 2003      | Hervé Panizzi | Peugeot 206 WRC |